# Фантом (серийный убийца)
«Фантом» (англ. Phantom Killer), другие прозвища — «Texarkana Phantom» (с англ. — «Тексарканский фантом») и «Moonlight Murderer» (с англ. — «Убийца в лунном свете»)) — прозвище непойманного серийного убийцы, действовавшего в городе Тексаркана, штат Техас, в период с 22 февраля по 3 мая 1946 года. Убийце приписано нападение на восьмерых человек, пять из которых погибли, и только трое остались живы. Нападения совершались в течение десяти недель и только по выходным дням. Поскольку Тексаркана до этого была городом с очень низкой криминогенной обстановкой, то нападения «Фантома» настолько напугали его жителей, что там началась массовая распродажа огнестрельного оружия, а на помощь местным полицейским прибыл целый отряд техасских рейнджеров. Несмотря на такие меры, убийца так и не был пойман, и, в довершение ко всему, во время расследования не раз выдвигались небезосновательные предположения, что эти восемь нападений могли быть совершены разными людьми. После последнего убийства в Тексаркане больше не происходило никаких нападений, и город постепенно вернулся к нормальной жизни.
В 1976 году был выпущен кинофильм «Город, который боялся заката», снятый на основе преступлений (хотя заголовки фильма утверждают, что от реальности его сюжет отличается только тем, что персонажи носят другие имена, его сюжет всё же местами сильно расходится с реальными событиями).

## Серия убийств и жертвы

### 22 февраля 1946
В пятницу, 22 февраля 1946 года, примерно в 23:45, 25-летний страховой агент Джеймс Макк Холлис (род. 25 сентября 1920) и его подруга, 19-летняя Мэри-Джин Лэри, припарковались в стороне от Ричмонд-роуд на уединенной дороге, известной как переулок влюбленных, после того, как вместе возвращались из кино. Место было где-то в 100 ярдах от последнего ряда городских домов. Примерно через десять минут, в 23:55, со стороны Холлиса к машине подошёл неизвестный и посветил фонариком в окно. Позже оба дали полиции крайне противоречивое описание незнакомца: Холлис только сообщил, что у него был небольшой светлый загар на коже и он был в возрасте примерно 30 лет, но описать детально его внешность не смог, ссылаясь на то, что его ослепил фонарик; Лэри же заявила, что у незнакомца на голове был одет мешок из светлой ткани, похожий на наволочку, с прорезями для глаз, сквозь которые она, однако, сумела разглядеть, что он темнокожий. Единственное, в чём совпали их показания, это в том, что это был мужчина ростом примерно 180 сантиметров.
Думая, что это какой-то шутник, который решил над ними подшутить, Холлис попросил того уйти, на что получил ответ: «Не хочу я убивать тебя, парень, так что делай, что говорю». Паре было приказано выйти из машины со стороны водителя, после чего незнакомец велел Холлису «снимать чёртовы штаны». После того, как тот подчинился, незнакомец дважды ударил его рукояткой пистолета с такой силой, что Холлис получил перелом черепа (Лэри поначалу с испугу подумала, что в Холлиса выстрелили). Думая, что нападавший хотел их ограбить, Лэри показала ему бумажник Холлиса, чтобы доказать, что у него нет денег, после чего он ударил её неким тупым предметом. После незнакомец приказал ей встать и бежать. Сначала она пыталась бежать к канаве, но нападавший приказал ей бежать в другом направлении по дороге. В какой-то момент Лэри заметила припаркованную у обочины старую машину, которая оказалась пуста. Неожиданно рядом снова появился незнакомец, который спросил её, почему она побежала. Когда она сказала ему, что он ей так велел, тот назвал Лэри лгуньей, повалил на землю и изнасиловал дулом от пистолета, после чего отпустил. Бежа по дороге, Лэри попыталась остановить проезжавшую машину, но её проигнорировали. В конечном итоге она добралась до ближайшего дома, чьи хозяева вызвали полицию. Одновременно Холлис пришёл в себя и сумел добраться до Ричмонд-роуд, где столкнулся с автомобилистом, который после этого съездил в расположенное неподалёку похоронное бюро и тоже вызвал полицию. Через 30 минут на место нападения прибыли шериф Пресли из округа Боуи и трое других офицеров, но найти нападавшего им не удалось. Брюки Холлиса были найдены в 100 ярдах от его машины.
Несмотря на тяжёлые травмы, оба пережили нападение: Лэри выписали из больницы спустя несколько дней, Холлиса — 9 марта, однако оба ещё долгое время не могли оправиться психически. Первое время полиция не связывала нападение на них с последующими инцидентами и в целом скептически относилась к их показаниям: тот факт, что оба не могли одинаково описать внешность нападавшего, навёл полицию на мысль, что потерпевшие прекрасно знали его, но по какой-то причине решили скрыть его личность. Хотя показания Холлиса были менее детальными, полиция больше оспаривала именно показания Лэри. В конце апреля пара уехала во Фредерик в штате Оклахома к дяди и тёти Лэри, после чего они расстались. Холлис поселился в Шривпорте в Луизиане, где стал отцом семерых детей и умер во сне в 54 года. Лэри умерла от рака в 38 лет в 1965 году в Биллингсе в Монтане.

### 24 марта 1946
В воскресенье 24 марта 1946 года, где-то в промежутке между 8:30 и 9:00 утра свидетель нашёл на дороге Рич-Роуд (ныне Саут-Робисон) припаркованный седан «Олдсмобил» 41-го года, в салоне которого были найдены тела 29-летнего ветерана войны и плотника Ричарда Ланье Гриффина (род. 31 августа 1916 года) и 17-летней Полли-Энн Мур (род. 10 ноября 1928 года). Оба были застрелены в затылок, но целиком одеты. Тело Гриффина в коленопреклоненной позе с головой на скрещенных руках находилось между передними сидениями (все карманы в его одежде были вывернуты на изнанку), Мур лежала лицом вниз на заднем ряду. Рядом с машиной на земле был найден небольшой участок запёкшейся крови, что навело полицию на мысль, что пару, или одного из них, убили вне машины, а после затащили в салон. Единственной найденной уликой была гильза 32-го калибра. Нет никаких данных, подтверждающих, что тела проходили процедуру вскрытия, но современные отчёты полиции сообщают, что пара не подвергалась какому-либо сексуальному насилию, как это было в предыдущем случае.
Последний раз пару видели живой накануне в субботу в районе 22:00 в кафе на Уэст-Севен-стрит, где они ужинали вместе с сестрой Гриффина. К 27 марта полиция опросила около пятидесяти-шестидесяти свидетелей. 30 марта полиция объявила вознаграждение в размере 500 долларов в попытке получить любую новую информацию по делу, но это не дало никакого нужного результата, потому что в итоге полиции пришлось проверить около 200 зацепок, которые все оказались ложными. Были задержаны три человека, у которых нашли окровавленную одежду, но двоих очень скоро отпустили после того, как они дали полиции убедительные объяснения. Последнего отпустили, когда произошли следующие убийства.
Гриффин был похоронен на кладбище Юнион-Чапел, Мур — на кладбище Плезант-Хилл.

### 14 апреля 1946
Вечером в субботу, 13 апреля, 15-летняя Бетти Джо Букер (род. 5 июня 1930 г.) играла на альтовом саксофоне в составе ансамбля «Ритмайры» на еженедельном концерте в доме иностранных ветеранов. Около 1:30 утра 14 апреля её друг, 16-летний Пол Джеймс Мартин (род. 8 мая 1929 г.), приехал, чтобы забрать ее с представления. Это был последний раз, когда пару видели живой. Спустя пять часов, в районе 6:30 утра, тело Мартина было найдено лежащим на левом боку у северного края Норт-Парк-роуд. На другой стороне дороги у забора были найдены следы крови. В Мартина выстрелили четыре раза — один раз в нос, второй раз в левое четвертое ребро сзади, третий раз в правую руку и, наконец, в затылок. Тело Букер, лежащей на спине, было найдено примерно в 11:30 утра почти в 3,2 километрах от тела Мартина. Она была полностью одета, правая рука была в кармане застегнутого пальто. В Букер выстрелили только два раза: в грудь и лицо. «Форд-Клаб» Мартина был обнаружен припаркованным в 2,49 километрах от его тела возле парка Спринг-Лейк с ключами зажигания.
На противоположной от местонахождения трупа Мартина стороне дороги были найдены следы шин от автомобиля, который, как полиция смогла установить, принадлежал некоему «Сэмми» — поскольку это был уважаемый человек с хорошей репутацией, то полиция не стала раскрывать его имя раньше времени. «Сэмми» не смог внятно ответить, что именно он делал в ту ночь, и заодно провалил тест на детекторе лжи. Тогда полиция решила подвергнуть его гипнозу психиатра Трэвиса Эллиота. В итоге выяснилось, что в ту ночь «Сэмми» ехал на свидание с замужней женщиной (именно попытка скрыть это и привела к провалу теста на детекторе) и он кратко остановился в той части Норт-Парк-роуд, чтобы помочиться. После того, как все показания «Сэмми» подтвердились, он был отпущен.
Главной зацепкой полиции был саксофон Букер, который на месте убийства найден не был. Спустя неделю, 27 апреля, из соседнего города Корпус-Кристи поступило сообщение, что в тамошний музыкальный магазин зашёл нервничающий 30-летний мужчина и предложил купить у него саксофон. Он скрылся, когда продавщица позвала управляющего. Спустя два дня мужчина был арестован, но саксофона при нём не нашли, зато нашли окровавленную одежду, но мужчина заявил, что это его кровь, поскольку недавно он подрался в баре. В конечном итоге полиция отпустила его, когда все его показания подтвердились. Через полгода, 24 октября, футляр с саксофоном Букер был найден в подлеске рядом с тем местом, где было найдено её тело.
Полиция не смогла установить, кого именно убили первым, как и не смогла установить, почему пара решила припарковаться в этом месте — все друзья и близкие Мартина и Букер утверждали, что они были просто друзьями и не стали бы уединяться. Полиция точно сумела установить только то, что жертв не насиловали, и что перед смертью они активно сопротивлялись. Прощание с парой поочерёдно состоялось 16 апреля в церкви Бич-стрит-Баптист: Мартин был похоронен на кладбище Хиллкрест, Букер — на кладбище Вудлон (в тот день старшая школа, в которой она училась, распустила своих учеников, чтобы те могли с ней попрощаться).
К тому моменту в городе начала нарастать паника. Жители покупали огнестрельное оружие, укрепляли жилища и не выходили на улицу в тёмное время суток. Полиция усилила патрулирование закоулков города, в том числе укромных мест, где уединялись влюблённые пары. Вознаграждение было увеличено до 1700 долларов.
Именно после этого убийства преступник впервые был назван Фантомом. 6 апреля «Тексаркана-Дейли-Ньюс» выпустила статью, в которой упомянула словосочетание «призрачный убийца» (phantom killer). 17 апреля «Тексаркана-Газетт» выпустила статью, в которой аналогично было упомянуто данное словосочетание. После этого главный редактор «Тексаркана-Газетт» Кэлвин Саттон решил, что отныне во всех материалах они будут называть убийцу Фантомом.

### 3 мая 1946
В пятницу, 3 мая, незадолго до наступления 9 часов вечера 37-летний фермер и сварщик Уолтер Вирджил Старкс (род. 3 апреля 1909 г.) и его жена, 36-летняя Кэтрин Ила Стриклин (род. 25 сентября 1909 г.), находились на своей ферме площадью 500 акров в округе Миллер, почти в 16 км к северо-востоку от Тексарканы. Уолтер сидел в гостиной и слушал радиопередачу, а Кэтрин лежала в их спальне на кровати, где и услышала шум на заднем дворе. Она попросила мужа выключить радио, а через несколько секунд в Уолтера, который в тот момент читал газету «Тексаркана-Газетт», дважды выстрелили в затылок из закрытого двойного окна, которое было в трёх футах (0,91 м) от него — самих выстрелов Кэтрин не услышала, но она услышала звон разбитого стекла. Думая, что Уолтер что-то разбил, она вышла в гостиную, где увидела, как её муж вскочил со стула, а затем резко откинулся на его спинку.
Кэтрин, увидев кровь, подбежала к нему, но поняла, что он мёртв, и бросилась к телефону, чтобы позвонить в полицию. Она успела дважды нажать на рычаг вызова, после чего из того же окна в неё аналогично выстрелили дважды. Одна пуля вошла ей в правую щеку и вышла за левым ухом. Другая вошла чуть ниже губы, повредив челюсть и выбив несколько зубов, и застряла под языком. Кэтрин упала на колени, но сумела встать и хотела пойти в гостиную, где хранился пистолет, но кровь заливала ей глаза и она почти ничего не видела. Тем временем убийца побежал к задней части дома, где сорвал проволочную сетку на задней двери. Услышав его шаги на кухне, Кэтрин сумела выбежать из дома через парадную дверь. Она пробежала 50 ярдов до дома их соседа, Эй-Ви Партера, где и потеряла сознание, но перед этим успела сказать, что Уолтер мёртв. Партер выстрелил из винтовки в воздух, чтобы вызвать другого соседа, Элмера Тейлора, которого попросил подогнать машину, на которой он, его жена и Тэйлор затем повезли в полубессознательном состоянии Кэтрин в больницу Майкла Мигера на Уолнат-стрит, 503. Хотя Кэтрин потеряла много крови, она выжила и смогла дать показания.
Сразу после этого все выездные дороги из города были перекрыты. На месте преступления на этот раз полиция нашла три улики: гильзу 22-го калибра, фонарик (он лежал под окном, через которое выстрелили в Уолтера) и следы обуви. Привезённые ищейки потеряли след возле шоссе. Фонарик был отправлен в Вашингтон на экспертизу в ФБР. Поскольку деньги и драгоценности остались нетронутыми, то «Тексаркана-Газетт» 5 мая выдвинула теорию, что нападение могло иметь сексуальный мотив. Были задержаны 12 человек, которые находились недалеко от места преступления, но в итоге все были отпущены.
Уолтер был похоронен 6 мая на кладбище Хиллкрест (где был похоронен и Пол Мартин), Кэтрин была всё ещё в больнице и присутствовать не смогла. В дальнейшем она снова вышла замуж и в возрасте 84 лет умерла 3 июля 1994 года, после чего её похоронили рядом с Уолтером (в 2009 году рядом был похоронен и её второй муж).

### 7 мая 1946
Во вторник, 7 мая 1946 года, примерно в 6 часов утра на южных железнодорожных путях Канзас-Сити в 26 километрах к северу от Тексарканы было обнаружено тело Эрла Клиффа Макспаддена, который лежал лицом вниз рядом с рельсами головой на север. Его левые рука и нога были отсечены проходившим в 5:30 утра товарным поездом и находились на внутренней стороне рельсов. Хотя местный шериф Джим Сандерсон считал, что Макспадден погиб, неудачно спрыгнув с поезда, при первом же вскрытии патологоанатомы округа Литтл-Ривер обнаружили на теле Макспаддена раны, похожие на ножевые, из чего они сделали вывод, что мужчину убили, а затем положили на рельсы — по их мнению, он умер за два часа до того, как по нему проехал поезд. Их теория подтвердилась тем, что на рельсах не было найдено больших следов крови, что могло бы быть следствием таких ран, но зато они нашлись на расстоянии от рельс.
Убийство осталось не раскрытым. Поскольку оно произошло далеко за пределами Тексарканы, то следствие так и не пришло к однозначному выводу относительно того, что Макспаддена мог убить Фантом (поскольку Макспадден, будучи разнорабочим, постоянно переезжал, то полиция даже не смогла установить его текущее место жительства на момент смерти). Различными лицами, которые тоже не приняли версию, что Макспадден был убит, высказывалась их собственная версия, что сам Макспадден мог быть Фантомом, который покончил с собой, бросившись под поезд, чтобы унести с собой свою тайну. Большинство тексарканцев, однако, считали Макспаддена жертвой Фантома.

## Расследование
9 мая стало известно, что на фонарике не было обнаружено отпечатков, после чего фотография фонарика была напечатана в цвете в «Тексаркана-Газетт» (это была её первая цветная публикация). Поскольку гильза, найденная на месте убийства Старкса, была другого калибра, то следователи поначалу сомневались, что убийство совершил тот же человек, что и предыдущие три. К 1948 году полиция окончательно начала сомневаться в том, что Старкса убил Фантом.
Вознаграждение было поднято теперь до 7025 долларов, а в городе ввели комендантский час. Среди жителей стала развиваться реактивная паранойя, началась массовая скупка огнестрельного оружия, из-чего полицейским патрулям при проверке удалённых домов приходилось постоянно включать сирены, чтобы домовладельцы знали, что перед ними полицейские. В отделение самой полиции постоянно поступали звонки от напуганных жителей и полиция вынуждена была проверять все эти вызовы, которые на деле не имели к убийце никакого отношения — страх до того овладел жителями Тексарканы, что одна семья в панике позвонила в полицию только из-за того, что кто-то постучал в дверь их дома (это оказался почтальон).
Но поскольку больше убийств не происходило, то осенью 1946 года уровень паники в городе постепенно стал понижаться. К концу октября 1946 года все техасские рейнджеры покинули Тексаркану, однако это держалось в тайне на случай, если окажется, что Фантом прекратил убивать именно из-за наличия большого числа полицейских.
9 июля 1956 года рабочий, сносивший школу в Спринг-Лейк-Парке, нашёл на чердаке старую мужскую одежду (состоящую из белой льняной рубашки, таких же брюк и майки) с тёмно-красными пятнами. Сама школа располагалась недалеко от места убийства Мартина и Букера. Одежда была отправлена в государственную лабораторию в Остине, чтобы определить, были ли пятна человеческой кровью. Изначально полиция Техаса получила из лаборатории письменный ответ, сообщающий, что пятна являются кровью с неопределённой группой. Тогда полиция сделала междугородний звонок в лабораторию, где им сообщили, что в письме ошибка и на самом деле пятна являются следами краски.

## Подозреваемые

### Юэлл Суинни
Юэлл Ли Суинни (англ. Youell Lee Swinney; 9 февраля 1917 – 15 сентября 1994) — 29-летний угонщик автомобилей и фальшивомонетчик. Он был арестован в июле 1946 года детективом полиции Арканзаса Максом Эндрю Такеттом (Такетт был первым, кто прибыл на место убийства Уолтера Старкса), который расследовал кражи автомобилей после того, как обнаружилось, что в ночь убийства Ричарда Гриффина и Полли-Энн Мур в этом же районе была украдена машина и одновременно найдена другая, угнанная ранее. 28 июня Такетт нашёл похищенную машину и арестовал жену Суинни 21-летнюю Пегги, когда она пришла за ней. На допросе Пегги во всех подробностях призналась, что Суинни был Фантомом и убил Бетти Букер и Пола Мартина. Однако в дальнейшем она неожиданно стала менять показания и полиция посчитала, что она утаивает информацию из-за страха либо перед мужем, либо изобличением самой себя же (с её изначальных слов, она присутствовала при убийстве пары, хотя конкретного участия не принимала). В конечном итоге женщина отреклась от всех своих показаний и воспользовалась правом не свидетельствовать против мужа. Юэлл Суинни был арестован в Атланте спустя несколько дней. После допроса в Тексаркане Суинни был переведён в Литл-Рок, Арканзас, и допрошен там. Детали его допроса остались неизвестны.
Поскольку все улики против Суинни были чисто косвенными, то полиция целых полгода потратила на то, чтобы проверить изначальные показания Пегги, хотя та в конечном итоге была признана ненадёжным свидетелем. В итоге выяснилось, что в ночь убийства Букер и Мартина супруги спали в своей машине под мостом недалеко от Сан-Антонио. В итоге Суинни судили только за угоны машин и в 1947 году он был приговорён к пожизненному заключению как рецидивист. В 1974 году ему удалось освободиться, воспользовавшись процедурой хабеас корпус. Суинни умер в доме престарелых Далласа в 1994 году.
Джеймс Пресли сообщил в своей книге 2014 года «The Phantom Killer: Unlocking the Mystery of the Texarkana Serial Murders », что следователи по делу Суинни якобы позже заявили, что приговор был фактически сделкой о признании вины. Якобы Суинни даже не пытался оспаривать обвинение за угон, опасаясь, что иначе ему светит смертная казнь. Никаких документальных подтверждений этого найдено не было.

### Генри Теннисон
Генри Букер „Дуди“ Теннисон (англ. Henry Booker “Doodie” Tennison; 12 февраля 1930 — 5 ноября 1948) — 18-летний первокурсник Университета Арканзаса, который покончил с собой 4 ноября 1948 года, оставив после себя загадочные инструкции, которые привели следователей к предсмертной записке, в которой Теннисон признался в убийствах Букер (он играл на тромбоне в том же ансамбле, что и она), Мартина и Старкса. Следователи не смогли найти никаких других улик, связывающих Теннисона с убийствами. Джеймс Фримен, друг Теннисона, предоставил ему алиби на ночь убийства Старкса, заявив, что в тот вечер они играли в карты, когда узнали о нападении.

## В массовой культуре
- Уильям Т. Расмуссен в книге «Corroborating Evidence II» (2006) приводит сходства преступных почерков «Фантома» и «Зодиака», терроризировавшего Калифорнию в конце 1960-х — начале 1970-х годов.
- В 1976 году вышел фильм «Город, который боялся заката», повествующий о действиях маньяка. В главной роли снялся актёр Бен Джонсон. Также в 2014 году было снято продолжение этого фильма с полностью аналогичным названием.
- Упоминается в фильме «Семь психопатов» (2012 год), был сожжён в авто.